# Hellmuth Will

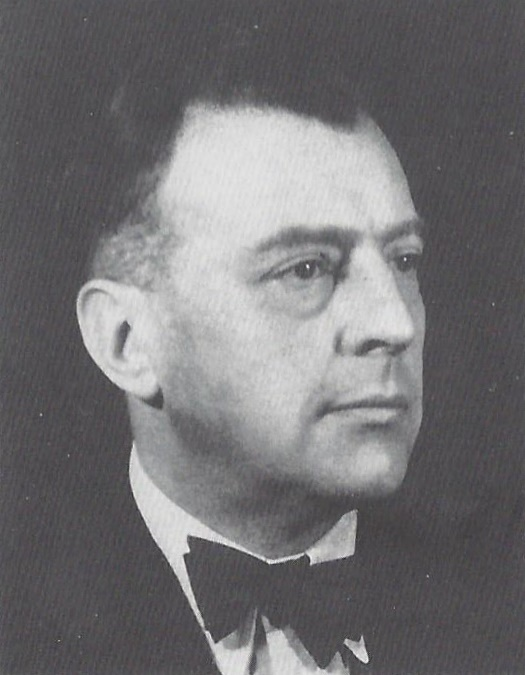
Hellmuth Will (1945)

Hellmuth Will (* 29. Oktober 1900 in Ribben, Masuren; † 18. Dezember 1982 in Neuss) war ein deutscher Verwaltungsjurist in der Finanzverwaltung. Er  war der letzte Oberbürgermeister von Königsberg.

## Leben
Will studierte Rechtswissenschaft an der Albertus-Universität Königsberg und gehörte seither dem Verein Deutscher Studenten Königsberg an. Nach dem Jurastudium und der Promotion war Will seit 1930 Finanzreferent und zuletzt Oberregierungsrat in der Kommunalabteilung des Preußischen Innenministeriums. Am 1. Oktober 1933 wurde er nicht als Alter Kämpfer, sondern als Finanzfachmann zum Oberbürgermeister von Ostpreußens Provinzialhauptstadt berufen. Er konnte die drohende Finanzkatastrophe abwenden, indem die Stadt Bürgschaften für die Stadtbank übernahm. 1933 glückte ihm der Ausgleich des Haushaltsplans einschließlich der Abdeckung früherer Fehlbeträge. Seine Rede zur Eröffnung der 25. Deutschen Ostmesse ist erhalten. In der Nationalsozialistischen Deutschen Arbeiterpartei spielte er nie eine Rolle. Dennoch wurde er von Joseph Goebbels 1935 zum Mitglied des Reichskultursenats ernannt und wurde außerdem in den Präsidialrat der Reichstheaterkammer berufen. Außerdem war er seit 1933 im Vorstand des Deutschen Gemeindetages. Während seiner Amtszeit bedrängten offene Judenfeindlichkeit, Judenboykott und Terror die 3200 Juden Königsbergs. Auf die Alte Synagoge und auf jüdische Geschäfte wurden Brandanschläge verübt. In der Reichspogromnacht 1938 wurden die alte Synagoge und die Neue Synagoge in Brand gesteckt, das Israelitische Waisenhaus zerstört und die Bewohner des jüdischen Altersheims vertrieben. 
Vom 20. Oktober 1941 bis 1943 war er Gebietskommissar in Kiew. Will hatte dem Gauleiter Ostpreußens Erich Koch den Ehrenbürgerbrief Königsbergs überreicht. Im Gegensatz zu diesem blieb Will in der zur Festung erklärten Stadt Königsberg. Mit den Wehrmachtsoldaten ging er in eine zehnjährige sowjetische Kriegsgefangenschaft. Er war der letzte Vorsitzende des Königsberger Kunstvereins.

## Veröffentlichungen
- Kommunale Finanzpolitik, dargestellt am Beispiel der Stadt Königsberg. 1934